# Athlia bollei
Athlia bollei är en skalbaggsart som beskrevs av Martinez 1955. Athlia bollei ingår i släktet Athlia och familjen Melolonthidae. Inga underarter finns listade.